# Crnogorska vojska
Povijest Crnogorske vojske seže u 11. stoljeće kada su dukljanske postrojbe potukle Bizantice i njihove vazala u sukobu kod Bara, što se danas slavi kao Dan suvremene Vojske Crne Gore.